# James Last
James Last (phát âm tiếng Đức: /dʃeɪms lɑːst/) là nghệ sĩ đàn bass nhạc jazz, nhà soạn nhạc và nhạc trưởng người Đức, nổi tiếng trên Thế giới trong lĩnh vực nhạc jazz và nhạc nhẹ trong nửa sau của thế kỉ XX, với những nhạc phẩm do ông chỉ huy và biểu diễn cùng ban nhạc lớn mang tên ông (James Last Orchestra).
Bản hòa tấu có tên "Happy Music" (nhạc vui) rất nổi tiếng trong những năm 1970 đã làm 65 album của ông lọt vào bảng xếp hạng bán chạy nhất ở Đức và Vương quốc Anh. Nhạc phẩm "Happy Heart" (trái tim hạnh phúc) của ông viết cùng Jackie Rae trở thành một thành công của  âm nhạc quốc tế trong danh sách Andy Williams và Petula Clark. Lúc sinh thời, các đĩa của ông đã bán được khoảng 200 triệu bản trên Thế giới và giành được nhiều giải thưởng bao gồm 200 đĩa vàng và 14 đĩa bạch kim tại Đức, Giải MIDEM Quốc tế tại MIDEM năm 1969, và giải thưởng Bundesverdienstkreuz (bằng khen của Cộng hòa Liên bang Đức) năm 1978 (Tây Đức hồi đó). Ông còn nổi tiếng là nghệ sĩ được công diễn chính thức nhiều nhất lúc sinh thời với hơn 90 buổi diễn, chỉ xếp sau Eric Clapton.

## Tiểu sử
James Last sinh ngày 17 tháng 4 năm 1929 tại Bremen, Đức. Người cha là viên chức bưu chính Nhà nước ở thành phố Bremen. James lớn lên ở ngoại ô Sebaldsbrück và bắt đầu học nhạc ở đây. Tuy học dương cầm từ năm 9 - 10 tuổi, nhưng giáo viên dạy nhạc đầu tiên lại nhận định là "không có năng khiếu âm nhạc". Sau đó, J chuyển sang học đàn guitar bass.
Trong Đại chiến II,  J vào Trường âm nhạc quân sự Bückeburg của Wehrmacht Đức năm 14 tuổi, học bộ môn bass, dương cầm và tuba. Sau chiến tranh, ông tham gia Dàn nhạc khiêu vũ Radio Bremen của Hans Günther Oesterreich. Năm 1948, ông trở thành thủ lĩnh của Last-Becker Ensemble.
Ông được bình chọn là tay bass xuất sắc nhất trong nước trong một cuộc bình chọn nhạc jazz của Đức cho các năm 1950, 1951 và 1952. Khi Last-Becker Ensemble tan rã, ông góp phần xây dựng nội bộ cho Polydor Records. Ông cũng có biểu diễn phối hợp với các nghệ sĩ biểu diễn khách mời như Richard Clayderman và Astrud Gilberto.
Với người vợ Waltraud, ông có hai con là Ronald và Caterina. Bà Waltraud mất năm 1997, nên hai năm sau ông cưới Christine Grundner vốn ở Bavaria. Sau đó, ông bà chuyển sang Hoa Kỳ và hai vợ chồng lúc thì ở Florida, lúc ở Hamburg.
Ông mất ngày 9 tháng 6 năm 2015 tại Hoa Kỳ, hưởng thọ 86 tuổi.

## Giải thưởng[17]
- MIDEM-Trophy, Cannes for 1 million non Stop Dancing records.
- Deutscher Schallplattenpreis from Fono Forum for the new arrangement of Bertholt Brecht's Dreigroschenoper.
- Europa - Europawelle Saar.
- Goldenes Grammophon, Munich.
- Silber Möwe, Hamburg.
- Gold Leaf Award (Canada) for Super Non Stop Dancing.
- Gold Leaf Award (Canada) for James Dos His Thing.
- Gold Award, Record World Top German Orchestra.
- Country Musik Award, (ASCAO) for When The Snow Is On The Rose.
- ASCAP Award for Elvis Presley recording of Fool.
- Goldene Westfalenhalle.
- Goldener Notenschlüssel from the German Music Publisher Sikorski.
- Ehrenlöwe from Radio Luxembourg.
- Star Of The Year Trophy from Music Week and Billboard, London.
- Robert Stolz-Preis from the Robert-Stolz-Stiftung.
- Bundesverdienstkreuz am Bande from the German President Walter Scheel.
- Die Goldene Kamera - Hörzu.
- Award from Cashbox for The Seduction for the best instrumental production of the year.
- Special-Prize for 52 Chart-Albums, Great Britain.
- Goldene Stimmgabel from ZDF 1991.
- Goldene Eins 1994.
- Echo 1994 Life Award 1995.
- Goldene Europa 1998.

## Ấn bản đã phát hành

### Đĩa
| - Die gab's nur einmal (1963) - Die gab's nur einmal (1964) - Musikalische Liebesträume (1965) - Continental Tango (1965) - Non Stop Dancing '65 (1965) - Hammond À Gogo (1965) - Non Stop Dancing '66 (1965) - Beat in Sweet (1965) - Ännchen von Tharau bittet zum Tanz (1966) - Trumpet À Gogo (1966) - Hammond À Gogo Vol. II (1966) - Instrumentals Forever (1966) - Classics Up to Date (1966) - Non Stop Dancing '66/II (1966) - Christmas Dancing (1966) - Sax À Gogo (1967) - Non Stop Dancing '67 (1967) - That's Life (1967) - Games That Lovers Play (1967) - Non Stop Dancing '67/2 (1967) - Trumpet À Gogo Vol. 2 (1967) - James Last Presents George Walker (James Last and George Walker) (1967) - Piano À Gogo (1968) - Guitar À Gogo (1968) - Humba Humba À Gogo (1968) - Non Stop Dancing '68 (1968) - Trumpet À Gogo 3 (1968) - Non Stop Dancing 7 (1968) - Rock Around With Me! (1968) - Käpt’n James bittet zum Tanz (1968) - Sekai Wa Futari No Tameni (1968) (only in Japan) - Die Dreigroschenoper (1968) (3 box LP) - Non Stop Dancing 8 (1969) - Hammond à Gogo 3 (1969) - Op klompen (1969) - Ännchen von Tharau bittet zum Tanz 2 (1969) - Hair (1969) - Non Stop Dancing 9 (1969) - Happy Lehar (1969) - Non Stop Evergreens (1969) - Classics Up to Date Vol.2 (1969) - Onder Moeders Paraplu (1969) - Golden Non Stop Dancing 10 (1970) (jubilee edition as LP box) - Around the World (1970) (3 box LP) - Beachparty (1970) - America Album (1970) (promo edition, not officially released until 2012 - With Compliments (1970) - Non Stop Dancing 11 (1970) - Käpt’n James bittet zum Tanz — Vol. 2 (1971) - In Scandinavia (1971) - Happyning (1971) - Non Stop Dancing 12 (1971) - Last of Old England (1971) - Beachparty 2 (1971) - Non Stop Dancing 1972 (1971) (Non Stop Dancing 13) - Polka Party (1971) - In Concert (1971) - Music from Across the Way (1971) - Voodoo Party (1971) - Wenn die Elisabeth mit... James Last (1972) - Non Stop Dancing 1972/2 (1972) - Love Must Be The Reason (1972) - Beachparty 3 (1972) - Russland zwischen Tag und Nacht (1972) - Polka Party II (1972) - Non Stop Dancing 1973 (1972) | - Classics (1973) - Sing mit (1973) - Happy Hammond (1973) - Non Stop Dancing 1973/2 (1973) - Beachparty 4 (1973) - Weihnachten & James Last (1973) - Käpt’n James auf allen Meeren (1973) - Non Stop Dancing 1974 (1973) - Sing mit 2 (1974) - In Wien beim Wein (1974) - Non Stop Dancing 1974/2 (1974) - Beachparty 5 (1974) - Polka Party 3 (1974) - Violins in Love (1974) - Classics Up to Date 3 (1974) - Sing mit 3 (1975) - Non Stop Dancing 20 (jubilee-edition) (1975) ("Non Stop Dancing '65" new recording) - In the Mood for Trumpets (1975) - Well Kept Secret (1975) - Tulpen uit Amsterdam (1975) - Rock Me Gently (1975) (England & Canada only) - Beachparty 6 (1975) - Non Stop Dancing 1976 (1975) - Stars im Zeichen eines guten Sterns (1975) - Sing mit 4 (1976) - Freut Euch des Lebens (1976) - Happy Summer Night (1976) - Non Stop Dancing 1976/2 (1976) - Happy Marching (1976) - Classics Up to Date 4 (1976) - Non Stop Dancing 1977 (1976) - Sing mit 5 (1976) - James Last spielt Robert Stolz (1977) - Auf Last geht's los (1977) - Western Party and Square Dance (1977) - Russland Erinnerungen (1977) - Sing mit 6 – von Hamburg bis Mexico (1977) - Non Stop Dancing 78 – Folge 25 (1978) - Auf Last geht's los – Folge 2 (1978) - World Hits (1978) - Classics Up to Date 5 (1978) - New Non Stop Dancing '79 (1978) - Copacabana – - Dancing (1979) - James Last and the Rolling Trinity (1979) - Non Stop Hansi (1979) (for his 50th birthday — not for sale) - Hereinspaziert zur Polka Party (1979) - Paintings (1979) (Japan only) - Ein festliches Konzert zur Weihnachtszeit (1979) - The Non Stop Dancing Sound of the 80's (1979) - Sing mit 7 – Die Party für das ganze Jahr (1980) - Romantische Träume (1980) - Seduction (1980) - Caribbean Nights (1980) - Non Stop Dancing '81 (1980) - Rosen aus dem Süden (1980) - Die schönsten Melodien der letzten 100 Jahre (1980) - Sing mit 8 … und ab geht die Feuerwehr! (1981) - Ännchen von Tharau bittet zum Träumen (1981) - Tango (1981) - Hansimania (1981) - Non Stop Dancing ’82 – Hits Around the World (1982) - Sing mit 9 – Lass’ die Puppen tanzen (1982) - Jahrhundertmelodien (1982) - Biscaya (1982) - Nimm mich mit Käpt’n James auf die Reise (1982) - Paradiesvogel (1982) - Sing mit 10 – Wir wollen Spass! (1982) | - Non Stop Dancing '83 – Party Power (1983) - Erinnerungen (1983) - James Last spielt die grössten Songs von The Beatles (1983) - The Rose of Tralee (1983) - Superlast (1983) - Classics Up to Date Vol.6 (1984) - James Last im Allgäu (In the Alps) (1984) - Paradiso (1984) - James Last at St. Patrick's Cathedral, Dublin (1984) - James Last in Scotland (1984) - Non Stop Dancing '85 (1984) - Für alle! (Leave the Best to Last) (1985) - Viva Vivaldi (1985) - Swing mit (1985) - Deutsche Vita (1986) - In Ireland (1986) - Plus (James Last & Astrud Gilberto) (1986) - Alles hat ein Ende nur die Wurst hat zwei (1987) - James Last in Holland (1987) - James Last spielt Bach (1987) - Flute Fiesta (James Last & Berdien Stenberg) (1988) - Dance, Dance, Dance (1988) - James Last spielt Mozart (1988) - Happy Heart (1989) - Wir spielen wieder Polka (1989) - Lieder (James Last & René Kollo) (1989) - Classics By Moonlight (1990) - James Last in Holland 2 (1990) - Traummelodien (James Last & Richard Clayderman) (1990) - Pop Symphonies (1991) - Serenaden (James Last & Richard Clayderman) (1991) - Viva España (1992) - James Last in Holland 3 (1992) - Frieden (Peace) (1992) - James Last spielt Andrew Lloyd Webber (1993) - Christmas Eve (James Last & Engelbert Humperdinck) (1994) - Dein ist mein ganzes Herz (James Last & Milva) (1994) - In Harmony (James Last & Richard Clayderman) (1995) - Beach Party ’95 (1995) - My Soul – Best of Motown (1995) - Classics from Russia (1996) - Macarena (1996) - Pop Symphonies 2 (1997) - Country Roads (1998) - James Last & Friends (1998) - Happy Birthday (1999) - Ocean Drive (2001) - James Last Plays ABBA (2001) - New Party Classics (2002) - Elements of James Last Vol.1 (2004) - They Call Me Hansi (2004) - Die schönsten TV- und Filmmelodien (2006) - America Album (2012) (Official release of the 1970 promo album) |

### Albums
- Freddy Live (1968) (live concert with Freddy Quinn)
- Live in Copenhagen (1970) (bootleg based on radio broadcast, not official release)
- James Last Live (1974) (2 LP-album)
- Live in Hannover (1976) (bootleg based on radio broadcast, not official release)
- Live in London (1978) (2 LP-album)
- Live in London (1979) (bootleg based on radio broadcast, not official release)
- Live in Tokyo (1979) (bootleg based on radio broadcast, not official release)
- The Berlin-Concert ’87 (1987)
- Live at the Royal Albert Hall (1990) (bootleg based on radio broadcast, not official release)
- The Best of Live on Tour (1998)
- Concerts (1999)
- Gentleman of Music (2000)
- A World of Music (2002)
- Live in Europe (2006)
- Live at the Royal Albert Hall (released as 1 DVD-edition and 2 CD-edition) (2008)
- Music is My World (2011) (first three tracks only; the rest is a compilation of old studio recordings)

### Nhạc phim
- Morning's at Seven [de] (1968)
- At the Height of the Moon [de] (1969)
- The Captain (1971)
- Schwarzwaldfahrt aus Liebeskummer (1974)
- Grenzenloses Himmelblau (1985)
- Traumschiff-Melodien (1986)
- Lorentz & Söhne [it] (1988)
- Why Men Don't Listen and Women Can't Read Maps (2007)

### Ca khúc
- Tricks in Rhythm (1959) (EP, single)
- "Midnight in December" (1966) (single)
- The Lonely Shepherd with Gheorghe Zamfir (1977) (single) (Used for the film Kill Bill)[19]

### Album tổng hợp
- Fanfare (1967)
- Does His Thing (Happy Music) (1970)
- El Condor Pasa (1971)
- In Concert 2 (1971)
- Super Non-Stop Dancing (1972)
- Stereo Spectacular (1973)
- Il Y A Toujours Du Soleil (Golden Hearts) (James Last & Richard Clayderman) (1990)
- Country Cousins (1992)
- Best of Kapt'n James (1998)
- Classics Up to Date 8 (1998)
- Sólo Éxitos (Polydor 543 686-2 Venezuela 2001)
- In Los Angeles (Well Kept Secret 1975) (2008)
- Eighty Not Out (released as a 3-CD edition) (2010)
- Gold Top 100 (Brunswick 5CD 533 240-1 DE 2011)
- The Complete Collection (Universal 8CD 533 347-4 IT 2011)
- Glanzlichter (Koch Universal 277 198-4 DE 2011)
- Classic Christmas (Spectrum Music SPEC 2083 UK 2011)
- Christmas With Romance (Universal 533 619-2 IT 2011)
- Voodoo-Party / Well Kept Secret (Vocalion 2on1 CDSML 8477 UK 2011)
- My Personal Favourites (Polydor 2CD 470 979-9 DE 2014)
- Happy Summer Night / Rock Me Gently (Vocalion 2on1 CDLK 4539 UK 2014)
- World Hits / Hair (Vocalion 2CD CDSML 8507 UK 2014)
- Beachparty (Polydor 4CD 472 433-2 DE 2015)
- Dancing à gogo (Polydor 4CD 472 544-1 DE 2015)
- Silver Collection (RISA / Force10Music / Universal BUDCD 1400 (435 399-0) ZA 2015)
- Ich find' Schlager toll (Polydor 536 934 4 DE 2016)